# Bogojevo
Bogojevo (húngaro: Gombos; serbocroata cirílico: Богојево) es un pueblo de Serbia perteneciente al municipio de Odžaci en el distrito de Bačka del Oeste de la provincia autónoma de Voivodina.
En 2011 tenía 1744 habitantes. Algo más de la mitad de los habitantes son étnicamente magiares y el resto de la población se reparte en minorías de gitanos, serbios y rumanos.
El pueblo tiene su origen en un castillo medieval del reino de Hungría, que aparece en documentos del siglo XIII como "Boldogasszonyfalva" o "Boldogasszonyteleke". En 1494, Vladislao II llegó a darle privilegios de ciudad. El asentamiento original fue destruido en la invasión otomana en 1526 y la zona permaneció despoblada y bajo control turco hasta 1677, cuando fue reconquistada por el Imperio Habsburgo. En los años posteriores se asentaron en esta zona serbios que huían de los otomanos, apareciendo el pueblo ya en el censo de 1713. A mediados del siglo XVIII, los serbios fueron reubicados en otros pueblos para colonizar Bogojevo con magiares y eslovacos. El asentamiento se situaba a orillas del Danubio, pero una inundación llevó a trasladar el pueblo a la ubicación actual en la década de 1770. En el siglo XIX, se instaló aquí una plataforma ferroviaria inusual para el transporte de trenes a través del Danubio, hasta que en 1911 se construyó un puente ferroviario.
Se ubica unos 10 km al oeste de la capital municipal Odžaci, junto a la frontera con Croacia marcada por el Danubio. Al otro lado del río se sitúa el pueblo croata de Erdut, conectado con Bogojevo por un puente.